# Christopher Frederiksen
Christopher Frederiksen (født d. 6. oktober 1994) er en dansk ishockeyspiller. Han spiller i øjeblikket for White Hawks i Frederikshavn. 

## Aalborg Pirates (2017-18)
Han spillede 65 kampe og scorede 13 mål.